# 그라이안알프스산맥
그라이안알프스산맥(이탈리아어: Alpi Graie, 프랑스어: Alpes grées)은 알프스산맥 서반부에 위치한 산맥 가운데 하나로 프랑스(론알프), 이탈리아(피에몬테주, 발레다오스타주), 스위스(발레주)에 위치한다. 산맥에서 가장 높은 지점은 프랑스와 이탈리아에 걸쳐 있는 몽블랑산(Mont Blanc, 해발 4,810.45m)이다. 그라이안알프스산맥은 몽블랑 그룹, 중부 그룹, 동부 그룹, 서부 그룹으로 나뉜다.

## 같이 보기
- 스위스 알프스